# دوين إتش كينغ
دوين إتش كينغ (بالإنجليزية: Duane H. King)‏ هو مؤرخ وكاتب أمريكي، ولد في 18 مايو 1947، وتوفي في 17 سبتمبر 2017.